# Mali Cirnik pri Šentjanžu
Mali Cirnik pri Šentjanžu este o localitate din comuna Šentrupert, Slovenia, cu o populație de 62 de locuitori.